# توماس لیزه
توماس لیزه (انگلیسی: Thomas Liese؛ زادهٔ ۱۰ اوت ۱۹۶۸ ‏(۵۶ سال)) دوچرخه‌سوار اهل آلمان است.